# 1192 w polityce
Wydarzenia polityczne w 1192 roku.

## Wydarzenia
- Kazimierz II Sprawiedliwy pokonał Rusinów (Bitwa pod Drohiczynem) i Jaćwingów[1][2].
- 3 września Ryszard I Lwie Serce zawarł pokój z Saladynem (krzyżowcy otrzymali pas wybrzeża od Jaffy do Tyru)[3][2].
- Ryszard Lwie Serce, wracając z krucjaty, dostał się w niewolę Henryka VI[4].
- Przemysł Ottokar I rozpoczął panowanie w Czechach (do 1230)[3].

## Zmarli
- 26 kwietnia Go-Shirakawa, cesarz Japonii[5].